# Wylsacom
Wylsacom (рус. Вилсако́м; настоящее имя — Валенти́н Вале́рьевич Петухо́в; род. 6 июля 1985, Москва, СССР) — российский видеоблогер, техноблогер, обозреватель разных гаджетов и техники, бывший юрист. Создатель и владелец одноимённого YouTube-канала «Wylsacom». Один из самых популярных и богатых видеоблогеров русскоязычного сегмента видеохостинга YouTube. Входит в рейтинг журнала Forbes «самых успешных звёзд России до 40 лет 2020» и в «Топ-12 самых богатых блогеров Ютуба в России».

## Биография
Родился 6 июля 1985 года в Москве. После школы поступил на юридический факультет в МГГУ имени Шолохова.
Начинал свою карьеру в качестве чиновника, работал в правительстве Москвы, но был вынужден уволиться по ряду причин.
Был автором статей в журналах «Навигатор игрового мира», «Mobile News» и «Мобильный портал», также подрабатывал автором в изданиях о компьютерных играх и мобильной технике. В 2007 году устроился редактором раздела «Смартфоны» в журнале «Мобильные компьютеры», все новости писал в одиночку под псевдонимами. Из-за низкой зарплаты ему пришлось сменить место работы и на протяжении пары лет работать юристом.
Был в числе видеоблогеров, приглашённых на заседание в Государственной думе, которое состоялось 19 июня 2017 года, но отказался от участия.
В 2020 году принял участие в создании русской локализации компьютерной игры Cyberpunk 2077 и озвучил одного из героев по имени Барри.
4 декабря 2020 года стал гостем телепрограммы «Вечерний Ургант».
С 2020 года участвует в ежегодных розыгрышах Кубка фиферов.
В 2022 году выступил против вторжения России на Украину.
В том же 2022 году был участником международного форума «Blockchain Life».
В 2025 году вошёл в руководство медиафутбольной команды «Эгриси».

### Личная жизнь
Женат, есть сын и дочь. Болеет за московский футбольный клуб «Спартак» и испанскую «Барселону».

## Карьера на YouTube
31 июля 2011 года Валентин Петухов создал свой канал на YouTube под названием «Wylsacom» и ведёт его по сей день. Первоначально на канале выходили обзоры мобильных игр и приложений для iOS и Android, а потом Вилсаком дошёл до обзоров техники (телефонов, планшетов, компьютеров и ноутбуков).
Сокращённое прозвище «Wylsa» расшифровывается как «Would you like some apple?» (с англ. — «Не желаете ли вы немного яблок?»). По словам блогера, сперва он планировал делать обзоры только на продукцию Apple. Однако со временем рамки канала стёрлись, и Валентин начинает выпускать видеоролики разной тематики, касающиеся «IT».
11 апреля 2012 года был создан другой YouTube-канал с названием «WylsaGames» (ныне — «WylsaStream»). Изначально на нём выходили летсплеи по компьютерным играм, а потом стали проводиться стримы (прямые трансляции).
21 февраля 2013 года был создан канал «WylsaLive», на котором сначала выходили видео-разговоры с названием «Встречаемся на кухне», а потом несколько стримов.
В 2015 году основной канал «Wylsacom» набрал 1 миллион подписчиков, а в 2021 году перешёл планку в 10 миллионов подписчиков.
В октябре 2024 года Wylsacom первым в мире снял видео с распаковкой, по его словам, 14-дюймового MacBook Pro с чипом Apple M4, ещё до официального анонса этого ноутбука со стороны Apple. Аналитик Bloomberg Марк Гурман назвал ролик «вполне правдоподобным». Сайт MacRumors, специализирующийся на новостях о компании Apple, предположил, что устройство могло быть приобретено в закрытой группе Facebook.

## Популярность
По данным аналитического сервера Brand Analytics, в сентябре 2019 года Wylsacom стал первым по популярности среди всех русскоязычных YouTube-блогеров.
В декабре 2019 года на сайте телеканала 2x2 появилась статья с названием «Российские ютуб-каналы, которые изменили индустрию в 2010-х». В данной статье также был затронут YouTube-канал «Wylsacom».

## Официальный сайт
В 2015 году команда Wylsacom Media запустила сайт, который впоследствии стал полноценным интернет изданием о технологиях.

## Премии и номинации
| Год  | Премия  | Номинация         | Результат | Ист.   |
| ---- | ------- | ----------------- | --------- | ------ |
| 2015 | Видфест | Лайк за техноблог | Победа    | [ 38 ] |
| 2016 | Видфест | Лайк за техноблог | Победа    | [ 39 ] |
| 2017 | Видфест | Лайк за обзор     | Номинация | [ 40 ] |